# James Prescott Joule
James Prescott Joule [dʒuːl] född 24 december 1818 i Salford, död där 11 oktober 1889, var en brittisk självlärd fysiker. Han var ölbryggare till professionen men ägnade sig även åt studium av värmeförändringar. Han har gett namn till SI-enheten för energi, Joule. Joule blev invald i Royal Society 1850 och bland erhållna utmärkelser märks bland andra Royal Medal (1852) och Copleymedaljen (1870).

## Värmelärans fader tog tempen på sin smekmånad
I livsmedlens näringsdeklarationer har den gamla hederliga kalorin successivt bytts ut mot - eller åtminstone kompletterats med - den nyare enheten kilojoule. Den är uppkallad efter en märklig man, som helt utan vetenskaplig skolning kunde bevisa för skeptiska akademiker att värme är en form av energi, jämbördig med andra. Så fascinerad var han av sitt ämne, att han ägnade smekmånaden åt värmeexperiment!
James Prescott Joule föddes i det engelska grevskapet Lancashire den 24 december 1818. Han var andre son till en välbeställd bryggare och det fanns alltså ekonomiska möjligheter för hans forskning. På grund av en ryggmärgsskada behövde han som pojke inte heller hjälpa till i bryggeriet utan fick all tid att ägna sig åt böcker och studier. Fadern uppmuntrade honom och försåg honom med ett litet hemlaboratorium. Under en tid fick han handledning av den store fysikern och kemisten John Dalton, men i stort sett var han självlärd och förblev hela sitt liv okunnig om högre matematik. 
Sjukdom tvingade hans far att pensionera sig 1833 och unge Joule fick börja ta sin del av arbetet i bryggeriet. Han fortsatte ändå parallellt med vetenskapliga experiment och 1840 hade han utarbetat en formel för hur mycket värme som alstras i en elektrisk krets; värmemängden var proportionell mot det elektriska motståndet och mot kvadraten på strömstyrkan (Joules lag) samt tiden för det elektriska flödet.
{\displaystyle E=I^{2}*R*t}
Över huvud taget var han mycket intresserad av att finna samband mellan olika fysikaliska storheter. Han var nästan fanatisk när det gällde att göra mätningar av olika slag. Till och med på sin smekmånad 1846 tog han sig tid att konstruera en speciell termometer för att mäta temperaturen på vattnet i ett vattenfall som han och hans fru besökte, dels vid toppen, dels när vattnet hade kommit ner. Han anade att energin hos det fallande vattnet borde övergå i värme och att vattnet alltså skulle bli varmare efter fallet. 

### Arbete blev värme

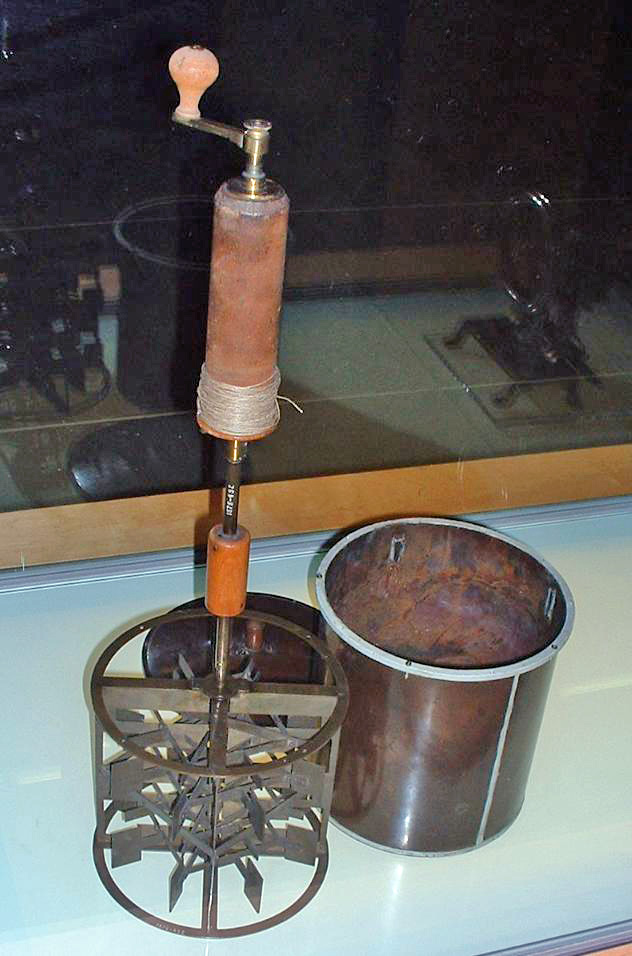
Joules värmeapparat (1845) i Science Museum, London.

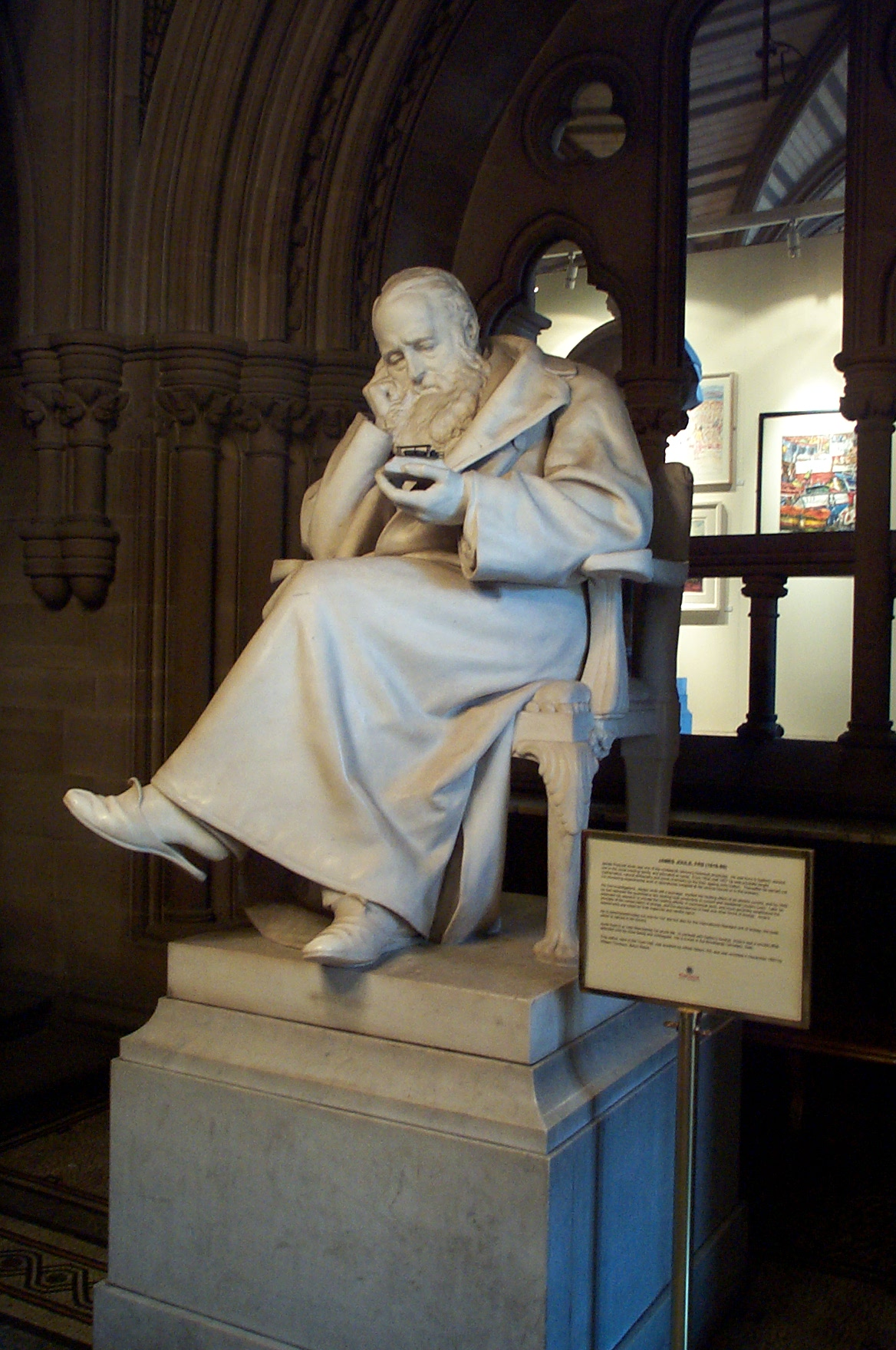
En staty av Joule i Manchesters stadshus

Under tio år höll han på och mätte värmeutvecklingen i varje tänkbar process; han lät skovelhjul paddla i vatten och i kvicksilver, han hällde vatten genom fina rör för att det skulle värmas av friktionen och han komprimerade och expanderade gaser. I varje experiment beräknade han mängden arbete som hade tillförts och hur mycket värme som kom ut och fann ett samband mellan de båda storheterna. 41 800 000 erg arbete alstrade alltid 1 kalori värme. (Han använde dock andra, självuppfunna enheter; för arbete den mängd som behövdes för att lyfta ett skålpund en fot, för värme den mängd som värmer upp ett pund vatten en grad Fahrenheit.) 
Vid denna tid ansåg fortfarande många vetenskapsmän att värme var ett särskilt ämne, en vätska inne i föremål, som pressades fram till ytan, när man till exempel hamrade på dem. Bl.a. Benjamin Rumford hade 50 år tidigare hävdat att värme var en form av rörelse, men aldrig gjort jämförelsen med mekanisk energi. Idén att fastställa ett samband mellan de "två olika formerna av rörelse" var alltså Joules egen, och den hade svårt att nå ut till den etablerade vetenskapen.

### Refuserades
Redan 1843 hade han obemärkt publicerat ett preliminärt värde på denna den så kallade mekaniska värmeekvivalenten. När han 1847 ville ge en fullständig beskrivning av sina experiment och sin slutsats, refuserades han från en mängd vetenskapliga tidskrifter. Orsaken var delvis att han själv saknade akademisk bakgrund, delvis att man bedömde att fenomenet var av för liten skala - de termometrar han använde kunde mäta skillnader på 0,01 °C, senare ända ned till 0,003 °C. 
Joule fick i stället presentera sina undersökningar vid en populärföreläsning i Manchester och lyckades sedan få manuskriptet publicerat i en lokaltidning. Några månader senare höll han en föreläsning för en motvillig, vetenskaplig publik, som dock också innehöll den 23-årige William Thomson, senare känd som Lord Kelvin. 
Thomsons skarpsinniga och logiska kommentarer till Joules arbete var tillräckligt för att väcka allmänt intresse och entusiasm. Fullt erkännande nådde Joule 1849, när han inför Royal Society fick läsa en uppsats om sitt arbete, med själve Faraday som fadder. Joules insats har också förevigats genom den energienhet som motsvarar 10 000 000 erg, vilken benämnes 1 joule (4,18 joule = 1 kalori). 
Joules arbete innebar också att man slutgiltigt kunde slå fast lagen om energins oförstörbarhet. Man hade redan på Newtons tid insett att då en boll rullar uppför en sluttning, omvandlas rörelseenergin till lägesenergi. Men den energi som tidigare tycktes gå till spillo kunde nu förklaras med friktionsvärme. 

### Nya upptäckter
Under 1850-talet fortsatte Joule att samarbeta med sin unge vän Thomson. Tillsammans kunde de visa att en gas som får expandera fritt förlorar temperatur. Denna Joule-Thomson-effekt fick viktig betydelse när man mot slutet av 1800-talet lyckades uppnå extremt låga temperaturer (under -250 °C). 
Joule upptäckte 1846 ett helt annat fenomen, benämnt magnetostriktion, vilket innebär att en järnstav som magnetiseras förändrar sin längd. Detta ansågs då ha rent teoretisk betydelse, men fenomenet utnyttjas i dag för att med elektromagneter alstra ultraljud. Det är också magnetostriktionen som ligger bakom brummandet i transformatorer, när järnkärnan hela tiden växlar längd. 
Joule invaldes i Royal Society och Franska vetenskapsakademien 1850. Han blev hedersdoktor i Dublin 1857 och i Oxford 1860, och 1866 belönades han med Copley-medaljen. 
Hela tiden drev han dessutom sitt bryggeri parallellt med det vetenskapliga arbetet. När han mot slutet av sitt liv drabbades av ekonomiska motgångar, tillerkändes han en pension av drottning Victoria. Joule var en blygsam, djupt religiös man, som på äldre dagar grämde sig över den ökade användningen av vetenskapliga upptäckter för krigiska ändamål. Han avled 1889 och begravdes i Westminster Abbey.

## Eftermäle
Asteroiden 12759 Joule är uppkallad efter honom.